# NGC 3380
NGC 3380 é uma galáxia espiral barrada (SBa) localizada na direcção da constelação de Leo Minor. Possui uma declinação de +28° 36' 07" e uma ascensão recta de 10 horas, 48 minutos e 12,1 segundos.
A galáxia NGC 3380 foi descoberta em 11 de Abril de 1785 por William Herschel.